# Oxacis
Oxacis es un género de coleóptero de la familia Oedemeridae.
Los adultos vuelan de marzo a julio y son atraídos por las luces. La mayoría de las especies son neotropicales. Hay alrededor de 30 especies en Norteamérica, son más comunes en el sur.

## Especies
Algunas especies de este género son:
- Oxacis angustata
- Oxacis barbara
- Oxacis bernadettei
- Oxacis bitomentosa
- Oxacis cana
- Oxacis caurulea
- Oxacis coahuilae
- Oxacis diehli
- Oxacis dugesi
- Oxacis falli
- Oxacis fragilis
- Oxacis francesca
- Oxacis granulata
- Oxacis josephi
- Oxacis laeta
- Oxacis laevicollis
- Oxacis maublanci
- Oxacis marianna
- Oxacis matthewi
- Oxacis megathoracica
- Oxacis michaeli
- Oxacis minuta
- Oxacis nitens
- Oxacis nitidicollis
- Oxacis pallida
- Oxacis plumbea
- Oxacis rugicollis
- Oxacis sericea
- Oxacis subfusca
- Oxacis taeniata
- Oxacis trimaculata
- Oxacis trirossi
- Oxacis xerensis